# Wessel Gansfort
Wessel Gansfort (Groninga, 1419 — Groninga, 4 de outubro de 1489) foi um teólogo e humanista holandês, considerado por muitos como um precursor da chamada Reforma Protestante.

## Anos iniciais
Johann Wessel Gansfort, nasceu em 1419 (ou 1420), em Gröningen, Holanda, no que é actualmente conhecido por Países Baixos. Alguns afirmam que o seu nome correcto seria Wessel Harmens Gansfort (ou Goesport, Ganzevort ou ainda Goesevoyrd), sendo que o apelido Gansfort estaria relacionado com uma vila na Vestfália, na Alemanha, de onde a sua família teria tido origem, classificando-o assim entre os teólogos alemães.
Wessel, ao contrário da maioria dos seus contemporâneos, teve a oportunidade de frequentar a escola, mas, por ser proveniente de uma família de poucos recursos económicos, viu-se na eminência de terminar os estudos aos nove anos de idade. Felizmente, uma viúva rica ouviu falar da inteligência que o jovem já manifestava e ofereceu-se para pagar a sua educação. Assim, veio a estudar na famosa Universidade de Deventer, na ocasião supervisionada pela Irmandade da Vida Comum, comunidade da Igreja Católica fundada no Século XIV, com profundas ligações ao convento do Monte de Santa Agnes, em Zwolle. Foi ali que Wessel conheceu a Tomás de Kempis, um monge e escritor místico alemão a quem são atribuídas cerca de quarenta obras que o levam a ser considerado o maior representante da literatura devocional moderna.

## Desenvolvimento do pensamento teológico
Além dos estudos em Deventer, onde desenvolveu o apreço por uma vida devota, e que viria a ser a base do seu pensamento teológico,
Wessel veio a estudar em Colónia, numa escola da Ordem Dominicana, onde entrou em contacto com o humanismo e o tomismo, a doutrina ou filosofia escolástica de Santo Tomás de Aquino, adoptada oficialmente pela Igreja Católica. Obteve ainda um amplo conhecimento dos escritos de outros dos chamados primeiros Pais da Igreja. Com enorme sede de conhecimento, viajou extensamente por diversos mosteiros e bibliotecas em busca de livros desaparecidos e manuscritos raros. Poucos conheciam o idioma grego antes da Reforma Protestante. Depois da queda de Constantinopla, em 1453 EC, Wessel terá conhecido monges gregos que haviam fugido para o Ocidente e, com eles, aprendeu  o grego básico. Visto que o aprendizado do hebraico estava restrito aos judeus, tudo indica que Wessel aprendeu este idioma de judeus convertidos ao cristianismo. Visto que o seu conhecimento se ampliou bastante acima da média de outros religiosos dos seus dias, veio a ser encarado por eles com desconfiança. Devido a isso, era conhecido por Magister Contradictionis, ou Mestre da Contradição.

## Tendências reformistas
Wessel começou a discordar de algumas das posições defendidas pela Igreja Católica, manifestando tendências anti-clericais ou eclesiásticas. Wessel era contra a ideia da ordenação para o sacerdócio. Recusou a tonsura, o característico corte redondo feito no cabelo para identificar alguém como membro do clero, esclarecendo que não tinha medo da forca, enquanto tivesse domínio de toda a sua faculdade de raciocínio. Esta resposta parece ser uma referência ao facto dos sacerdotes ordenados não serem levados a julgamento, sendo que a tonsura teria livrado muitos sacerdotes corruptos da forca. Também se manifestou contra algumas práticas religiosas comuns, entre as quais a sua recusa em acreditar nos acontecimentos milagrosos descritos num livro popular dos seus dias, Dialogus Miraculorum. Explicando o porquê da sua descrença, ele afirmou:
"Seria melhor ler as Santas Escrituras."
Wessel apreciava muito a Bíblia. Ele considerava-a um livro inspirado por Deus e acreditava que todos os livros da Bíblia estão em perfeita harmonia entre si. Para Wessel, a interpretação de versículos da Bíblia tinha de estar em harmonia com o contexto e não poderia ser distorcida. Toda a explicação torcida devia ser suspeita de heresia. Um dos seus versículos bíblicos favoritos era Mateus 7:7, que diz:
"Persisti em buscar, e achareis."
Com base na força desse versículo, Wessel acreditava firmemente que é proveitoso fazer perguntas, e raciocinava que "sabemos apenas aquilo que perguntamos". De acordo com o livro A History of Christianity (Uma História do Cristianismo), Wessel "acreditava que a Bíblia, por ser inspirada pelo espírito santo, é a autoridade suprema em assuntos de fé".
Interessou-se pelas disputas teológicas dos seus dias, o que o levou a procurar conhecer as opiniões contrastantes de certas tendências de pensamento religioso. Por exemplo, as diferenças entre o Realismo e o Nominalismo levou-o a Paris, França, onde permaneceu por dezasseis anos, como estudante e professor. Acabou por se inclinar mais para o partido dos nominalistas, entre os quais existiam fortes tendências anti-papais. O desejo de conhecer melhor o Humanismo, levou-o a Roma por volta de 1473, onde se tornou amigo do Cardeal Bessarion e de Francis Della Rovere, membro da Ordem Franciscana. Em Roma, Wessel teve uma audiência com o Papa Sisto IV, o primeiro de seis papas cuja conduta considerada por muitos como imoral acabou por resultar na Reforma Protestante. A historiadora Barbara W. Tuchman indica que Sisto IV introduziu uma era de "busca descarada, aberta e implacável de ganho pessoal, e de política de poder". O seu nepotismo explícito chocou a opinião pública. Apesar da tentativa de transformar o ofício papal num negócio de família, poucos ousavam condenar esses abusos. No entanto, Wessel Gansfort manifestou uma coragem incomum, ao condenar este tipo de atitudes. Segundo alguns historiadores, o Papa ter-lhe-á oferecido o favor que ele entendesse. A resposta terá sido:
"Santo Padre, [...] visto que na Terra ocupais o lugar do mais elevado sacerdote e pastor, eu peço [...] que cumprais vosso elevado dever de tal maneira que, quando o Grande Pastor das ovelhas vier, ele vos diga: Muito bem, servo bom e fiel, entra na alegria do teu Amo."
Perante a resposta do Papa de que tal incumbência só a ele lhe pertencia e Wessel deveria antes pedir algo para si próprio, contrapôs:
"Então vos peço que me deis uma Bíblia grega e hebraica da Biblioteca do Vaticano."
O Papa atendeu seu pedido mas disse a Wessel que havia sido insensato por não ter pedido o cargo de Bispo.
O Papa Sisto IV socorreu-se da venda de indulgências para os mortos para financiar a actualmente muito famosa Capela Sistina. Essas indulgências eram muito populares. O livro Vicars of Christ — The Dark Side of the Papacy (Vigários de Cristo — O Lado Obscuro do Papado) declara:
"Viúvas, viúvos e pais enlutados gastavam tudo o que tinham na tentativa de tirar seus amados do purgatório."
O povo comum esforçava-se em obter essas indulgências, pois tinha plena confiança de que o Papa podia garantir a entrada dos seus parentes falecidos no Céu. Wessel, porém, acreditava firmemente que a Igreja Católica, incluindo o Papa, não tinha capacidade para perdoar pecados. Wessel chamou abertamente a venda de indulgências de "uma mentira e um erro". Ele também não acreditava que a confissão a padres ou sacerdotes fosse necessária para obter o perdão de pecados.
Wessel também questionou a infalibilidade papal, dizendo que os alicerces da fé seriam fracos caso se confiasse plenamente em homens que, como os outros, cometiam erros. Ele escreveu:
"Se os prelados colocam de lado os mandamentos de Deus e impõem seus mandamentos inventados pelo homem, [...] o que fazem e ordenam é inútil."
De Roma, Wessel regressou a Paris onde rapidamente veio a tornar-se um famoso professor, reunindo em seu torno um grande número de discípulos entusiastas das suas ideias, entre os quais se encontrava Reuchlin. O seu apego e interesse pelas línguas originais da Bíblia é especialmente notável, visto que viveu antes de Erasmo de Roterdão e de Reuchlin, homens que vieram a contribuir muito para a tradução desses escritos considerados sagrados. Um 1506, Reuchlin publicou a sua gramática hebraica, que levou a um estudo mais profundo das Escrituras Hebraicas, popularmente chamadas de Antigo Testamento. Em 1516, Erasmo publicou um texto grego padrão das Escrituras Gregas Cristãs, ou Novo Testamento.

## Anos finais
Por volta de 1475 esteve em Basileia e, em 1476, em Heidelberg ensinando Filosofia nas respectivas Universidades. No entanto, com o avançar da idade, o seu interesse pela filosofia era cada vez menor e, depois de trinta anos de vida académica, regressou à sua terra natal, Gröningen, e passou o resto da sua vida como director do convento do Monte de Santa Agnes, em Zwolle.
É reconhecido como um dos mais influentes académicos dos seus dias, tendo obtido conhecimento em inúmeras viagens pela Europa e pelo Egipto. Tem sido classificado estando na raiz da Reforma, o que, segundo o conceito de muitos, é justificado por se levar em consideração a sua vida de profunda devoção, grande amor pela Bíblia, pelos protestos contra a crescente secularização do papado, contra a superstição e o uso mágico dos sacramentos, pelo não reconhecimento de autoridades eclesiásticas e das tradições clericais, muitas vezes opressivas e injustas.
Faleceu em 4 de Outubro de 1489, tendo proferido como últimas palavras, segundo alguns afirmam, a frase: "Apenas reconheço a Jesus, o crucificado". O seu túmulo encontra-se hoje no centro da igreja de Geistlichen Mädchen, na qual também assumiu funções de responsabilidade.
Embora se opusesse ao que designava como erros da Igreja, ele continuou católico e nunca foi condenado como herege nem foi perseguido pela Inquisição. Depois da sua morte, porém, monges católicos tentaram destruir os seus escritos por não serem considerados puros. No Século XVI, os seus escritos foram classificados no Index de livros considerados proibidos pela Igreja. Embora não fosse um reformador, Wessel condenou abertamente aquilo que considerava serem erros, o que acabou por resultar na Reforma. De facto, ele é descrito pela Cyclopedia de McClintock e Strong como "o mais importante entre os homens de ascendência alemã que ajudaram a preparar o caminho para a Reforma".
Na época de Martinho Lutero, o nome de Wessel já tinha quase caído no esquecimento, nenhuma das suas obras havia sido impressa, e pouquíssimos manuscritos haviam sobrevivido. A primeira edição das obras de Wessel foi finalmente publicada entre 1520 e 1522. Foi Lutero quem publicou uma colecção dos escritos de Wessel, que haviam sido preservadas pelos seus amigos e discípulos. Lutero afirmou que, caso ele mesmo não tivesse escrito nada antes de ler as obras de Wessel, os seus leitores poderiam pensar que havia plagiado as suas ideias, em face da similaridade no pensamento. Ele escreveu:
"Se eu tivesse lido as suas obras antes, os meus inimigos poderiam achar que aprendi tudo com Wessel. O seu espírito é muito parecido com o meu." (Wessel Gansfort and Northern Humanism, páginas 9 e 15)
Hoje, a maioria das denominações protestantes consideram-no como um precursor da Reforma, dando grande importância ao papel de Wessel na história da teologia cristã europeia.

### Compilações das suas obras
- Farrago rerum theologicarum é o título da colecção dos seus escritos, publicados em Zwolle, provavelmente em 1521 (reimprimida em Wittenberg, 1522, e Basileia, 1522, sendo que esta última edição continha um prefácio abonatório escrito por Lutero).
- Uma edição completa das suas obras surgiu em Groningen, com data de 1614, incluindo uma biografia de Wessel com autoria do pregador protestante Albert Hardenberg.